# Aeroporto Internazionale di Los Cabos
L'Aeroporto Internazionale di Los Cabos (ICAO: MMSD - IATA: SJD) è un aeroporto messicano situato a circa 11 km da San José del Cabo, nello stato della Bassa California del Sud.
La struttura è dotata di una pista in asfalto lunga 3 000 m posta ad un'altitudine di 114 m s.l.m. e con orientamento RWY 16/34. L'aeroporto è gestito dal Grupo Aeroportuario del Pacífico ed è aperto al traffico commerciale servendo l'area di Los Cabos: San José del Cabo e Cabo San Lucas.
L'aeroporto ha tre Terminal dotati di quattro saloni. Il Terminal 1 serve quasi tutte le operazioni nazionali ed internazionali, mentre il Terminal 3 opera per affiancare il precedente terminal oramai già saturo; in quest'ottica le compagnie aeree statunitensi Alaska Airlines e Delta Air Lines hanno deciso di trasferire le proprie operazioni al Terminal 3. Il "Los Cabos" è diventato l'aeroporto più importante dello stato della Bassa California del Sud, così come l'ottavo tra quelli nazionali in termini di passeggeri serviti. Tuttavia, le infrastrutture aeroportuali risultano già insufficienti in funzione della crescente domanda, causando la mancanza di posti disponibili per gli aerei nelle ore di punta, come in molti altri aeroporti del paese.